# Палеозоологија
Палеозоологија (грч. παλαιόν — „стар”, грч. ζῷον — „животиња”) део је палеонтологије и палеобиологије који се бави проучавањем остатака животиња из геолошке прошлости. Разликује се од археозоологије по томе што археозоологија проучава трагове фауне на археолошким локалитетима.